# Roland Kirk

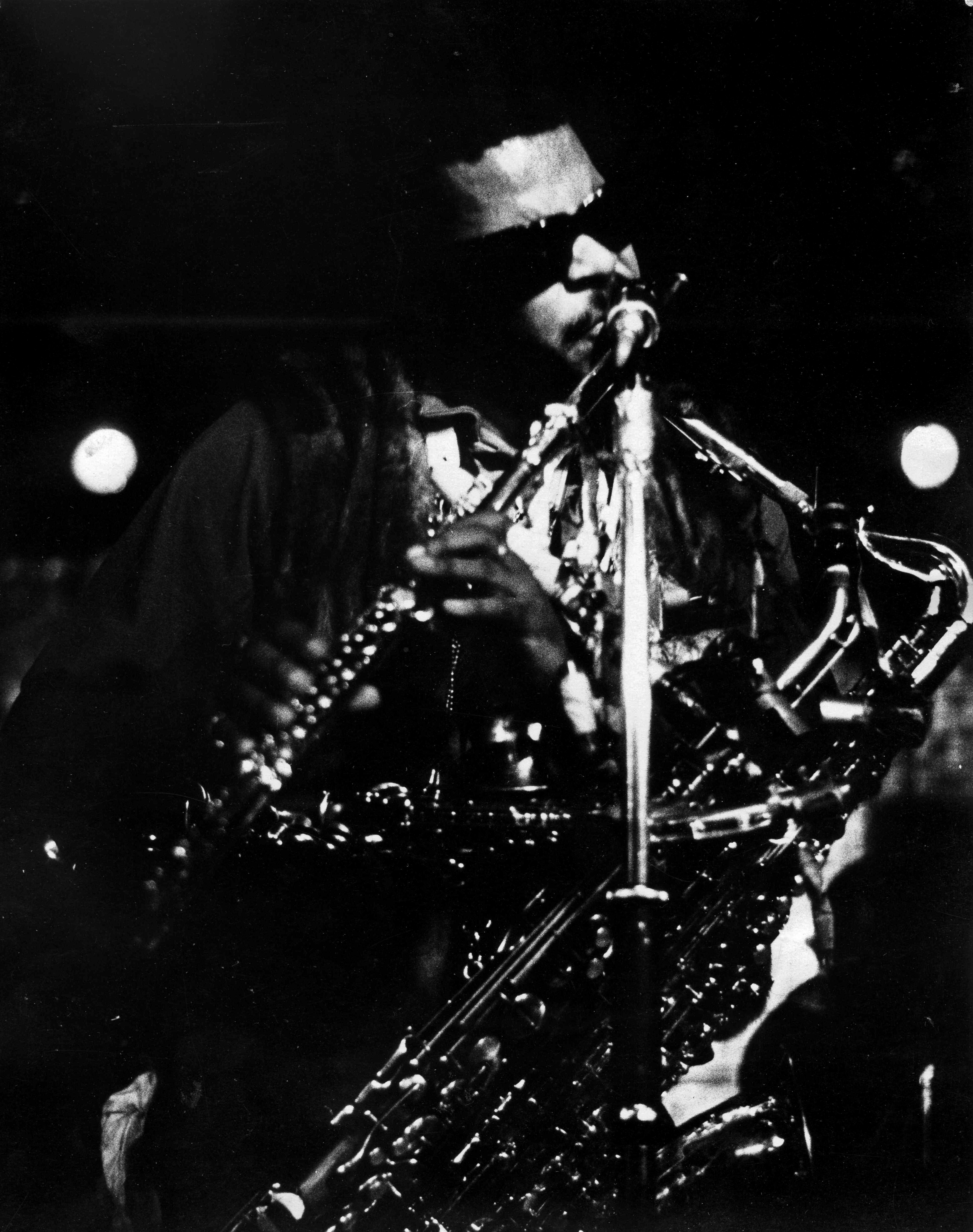
Roland Kirk en Ronnie Scott's Club, interpretando con varios instrumentos a la vez.

Roland Kirk (Columbus (Ohio), 7 de agosto de 1936 - Bloomington (Indiana), 5 de diciembre de 1977), apodado «Rahsaan», fue un compositor y músico multinstrumentista estadounidense de jazz. Tocaba el saxofón tenor, la flauta y otros instrumentos de viento. Fue especialmente afamado por su gran vitalidad sobre el escenario, donde su virtuosa improvisación estaba acompañada por imitaciones humorísticas y parodias políticas, además de su habilidad para interpretar con varios instrumentos a la vez. 

## Biografía
Se quedó ciego a los dos años, por lo que tuvo que estudiar en la «Ohio State College For The Blinds» (Instituto para ciegos del Estado de Ohio). Con nueve años, empezó a tocar instrumentos de viento, concretamente la trompeta, que luego sustituiría por consejo médico por el saxo. Formó parte de la orquesta de su instituto desde los 12 años y con quince ya había formado su propio grupo. Un año después, experimentó el tocar dos saxos al mismo tiempo e inventó el manzello y el stritch, dos instrumentos característicos de él a lo largo de toda su carrera.
A partir de 1951, colaboraba de forma independiente con distintas agrupaciones musicales de Ohio.
Su interés por el multi-instrumentismo se le desarrolló antes de cumplir veinte años. En 1956 realizó su primera grabación, dentro del estilo rhythm and blues.
Estando en Chicago, llamó la atención de Ramsey Lewis, quien consiguió que lo contratase la discográfica Argo.
En 1961, durante cuatro meses, trabajó con Charles Mingus y fue durante una gira europea en 1963 en que su nombre empezó a hacerse conocido: tocó durante un mes en el Ronnie Scott's Club de Londres y colaboró con Dexter Gordon, Johnny Griffin y grabó con Quincy Jones.
En 1966, firmó con Atlantic Records y a finales de la década su actividad era incesante.
En los setenta se aproximó al jazz-rock y a los ritmos de subdivisión binaria. Formó un grupo llamado Vibration Society, con el que realizó giras por Estados Unidos, Canadá, Europa, Australia y Nueva Zelanda.
En 1975, sufrió un ataque de hemiplejía que le paralizó un lado del cuerpo, incluida la mano derecha, por lo que tuvo que aprender a tocar el saxo solo con la otra. En 1977, falleció como consecuencia de otro infarto.

## Discografía selecta
King Records
- 1956 - Triple Threat

Argo/Cadet/Chess Records
- 1960 - Introducing Roland Kirk

Mercury Records
- 1961 - We Free Kings - w Richard Wyands on piano
- 1962 - Domino
- 1963 - Reeds & Deeds
- 1963 - Kirk in Copenhagen
- 1964 - Roland Kirk Meets the Benny Golson Orchestra
- 1964 - I Talk with the Spirits - album of Kirk playing the flute
- 1964 - Gifts and Messages

Limelight Records
- 1965 - Slightly Latin
- 1965 - Rip, Rig and Panic - fast bop with Jaki Byard on piano, Richard Davis on bass, and drummer Elvin Jones

Verve Records
- 1967 - Now Please Don't You Cry, Beautiful Edith

Atlantic Records
- 1965 - Here Comes the Whistleman - Live - including all Kirk's banter between tracks
- 1967 - The Inflated Tear
- 1968 - Left and Right
- 1968 - Volunteered Slavery - a meltdown of pop tunes, hard bop, African chanting
- 1970 - Rahsaan Rahsaan
- 1971 - Natural Black Inventions: Root Strata - mostly Kirk alone, on many instruments.
- 1971 - Blacknuss
- 1972 - Brotherman In The Fatherland - live at the Funkhaus in Hamburg, Germany
- 1972 - A Meeting of the Times w ex-Duke Ellington singer Al Hibbler
- 1973 - Bright Moments - live at Keystone Corner, San Francisco
- 1973 - Prepare Thyself to Deal With a Miracle
- 1973 - The Art of Rahsaan Roland Kirk
- 1975 - The Case of the 3 Sided Dream in Audio Color - w Richard Tee, Steve Gadd and Hugh McCracken
- 1976 - Other Folks' Music

Warner Bros. Records
- 1975 - The Return of the 5000 Lb. Man
- 1976 - Kirkatron - Warner Brothers Records
- 1977 - Boogie-Woogie String Along for Real

### Ediciones póstumas
- I, Eye, Aye: Live at the Montreux Jazz Festival, 1972 - Rhino
- The Man Who Cried Fire - Night
- Dog Years in the Fourth Ring - 32 Jazz
- Compliments of the Mysterious Phantom - Hyena
- Brotherman in the Fatherland - Recorded "Live" in Germany 1972 - Hyena

### Compilaciones
- Rahsaan: The Complete Mercury Recordings Of Roland Kirk
- Does Your House Have Lions: The Rahsaan Roland Kirk Anthology
- Simmer, Reduce, Garnish & Serve - compilation of his last three álbumes.